# Corinne Lahaye
Pour les articles homonymes, voir Lahaye.
Corinne Lahaye, également connue sous le nom de Corinne Darras, est une actrice française née le 28 mars 1947 à Bois-Colombes (Seine) et morte le 16 février 2020 à Paris. Elle était mariée au comédien Jean-Pierre Darras (1927-1999).

## Biographie
Après avoir suivi les cours du Conservatoire national supérieur d'art dramatique (promotion 1969), elle a joué dans des comédies des années 1970-1980.
En 2000, après la mort de Jean-Pierre Darras, elle reprend la direction artistique des Estivales de Carpentras jusqu'à leur arrêt en 2009,,.
Elle meurt le 16 février 2020 dans le 16e arrondissement de Paris des suites d'une intoxication alimentaire et est inhumée quelques jours plus tard au cimetière de Suzette (Vaucluse), aux côtés de son époux.

## Filmographie

### Cinéma
- 1969 : Du blé en liasses d'Alain Brunet
- 1972 : Bastos ou Ma sœur préfère le colt 45 (autre titre : La Guerre des espions) de Jean-Louis van Belle
- 1972 : Pas folle la guêpe de Jean Delannoy : la secrétaire de Gérard Chardonnet
- 1973 : Mais où est donc passée la septième compagnie ? de Robert Lamoureux : Germaine
- 1974 : Opération Lady Marlène de Robert Lamoureux : la femme du bistro
- 1974 : Les murs ont des oreilles de Jean Girault (non créditée)[7]
- 1976 : Le Jour de gloire de Jacques Besnard : Claire
- 1976 : L'Année sainte de Jean Girault : une hôtesse
- 1976 : Sexuella de Maxime Debest : Sexuella
- 1978 : Pauline et l'Ordinateur de Francis Fehr : une danseuse
- 1978 : À l'est du Rio Concho de Gilbert Roussel : Christine
- 1978 : Général... nous voilà ! de Jacques Besnard : Jeanne[8]
- 1979 : Les Joyeuses Colonies de vacances de Michel Gérard : la châtelaine
- 1982 : On n'est pas sorti de l'auberge de Max Pécas : Alicia
- 1982 : Te marre pas... c'est pour rire ! de Jacques Besnard : Florence
- 1982 : Jamais avant le mariage de Daniel Ceccaldi : Alice Vertigo
- 1982 : Le Bourgeois gentilhomme de Roger Coggio
- 1983 : Le Braconnier de Dieu de  Jean-Pierre Darras : Muscade

### Télévision
- 1968 : Au théâtre ce soir : Les Compagnons de la Marjolaine de Marcel Achard, mise en scène Robert Manuel, réalisation Pierre Sabbagh, théâtre Marigny
- 1971 : Au théâtre ce soir : Colinette de Marcel Achard, mise en scène Pierre Mondy, réalisation Pierre Sabbagh, théâtre Marigny
- 1973 : Au théâtre ce soir : Le Million de Georges Berr et Marcel Guillemaud, mise en scène Francis Morane, réalisation Georges Folgoas, théâtre Marigny
- 1973 : Molière pour rire et pour pleurer de Marcel Camus : Mme Calvimont
- 1974 : Au théâtre ce soir : Madame Sans Gêne de Victorien Sardou et Émile Moreau, mise en scène Michel Roux, réalisation Georges Folgoas, théâtre Marigny
- 1977 : Au théâtre ce soir : Nuit folle de Paul Gerbert, mise en scène Jacques Ardouin, réalisation Pierre Sabbagh, théâtre Marigny
- 1979 : Au théâtre ce soir : Une nuit chez vous, Madame ! de Jean de Létraz, mise en scène Jacques Valois, réalisation Pierre Sabbagh, théâtre Marigny
- 1980 : Julien Fontanes, magistrat épisode Par la bande de François Dupont-Midy

## Théâtre
- 1966 : Le Cheval évanoui de Françoise Sagan, mise en scène Jacques Charon, théâtre du Gymnase ; reprise en 1968 au théâtre du Gymnase puis au théâtre des Ambassadeurs
- 1971 : Boeing Boeing de Marc Camoletti, mise en scène Christian-Gérard, Comédie-Caumartin : Judith (reprise en 1974-1975 et 1978)
- 1973 : Madame Sans-Gêne de Victorien Sardou et Emile Moreau, mise en scène Michel Roux, théâtre de Paris
- 1974 : Duos sur canapé de Marc Camoletti, mise en scène de l'auteur, théâtre Michel
- 1977 : Pauvre Assassin de Pavel Kohout, mise en scène Michel Fagadau, théâtre de la Michodière
- 1979 : Un roi qu’a des malheurs de Rémo Forlani, mise en scène Maurice Risch, théâtre La Bruyère
- 1981 : Domino de Marcel Achard, mise en scène Jean Piat, théâtre Marigny
- 1991 : N'écoutez pas, mesdames ! de Sacha Guitry, mise en scène Pierre Mondy, théâtre de la Madeleine
- 1997 : Le Voyage de Monsieur Perrichon de Eugène Labiche, mise en scène Jean-Luc Moreau, avec Jean-Pierre Darras
- 2000 : Le Dindon de Georges Feydeau, mise en scène Anne Delbée, théâtre 14 Jean-Marie Serreau

## Discographie
- 1985 : Après moi (en duo avec Jean-Pierre Darras)[9]

## Homonymie
Corinne Lahaye n'a aucun lien avec l'actrice Brigitte Lahaie. Les deux actrices ont en revanche tourné ensemble dans le film Te marre pas... c'est pour rire ! (1982) de Jacques Besnard : Brigitte Lahaie joue Sandra et Corinne Lahaye joue Florence.
Elle ne doit pas non plus être confondue avec Corinne Delahaye, ancienne animatrice et speakerine ayant épousé l'acteur Franck Fernandel.